# Gladiolus halophilus
Gladiolus halophilus är en irisväxtart som beskrevs av Pierre Edmond Boissier och Theodor Heinrich von Heldreich. Gladiolus halophilus ingår i släktet sabelliljor, och familjen irisväxter. Inga underarter finns listade i Catalogue of Life.